# College City (Arkansas)
College City – miasto w Stanach Zjednoczonych, w stanie Arkansas, w hrabstwie Lawrence.